# Micronimba bicurvata
Micronimba bicurvata is een hooiwagen uit de familie Pyramidopidae.